# Hell Raton
Hell Raton, pseudonimo di Manuel Zappadu (Olbia, 14 maggio 1990), è un rapper e produttore discografico italiano.

## Biografia
Nato ad Olbia da padre sardo (il foto-reporter Antonello Zappadu) e madre ecuadoriana, cresce a Quito, nei pressi del vulcano Pichincha, salvo poi tornare ad Olbia quando aveva 11 anni. La passione per l'hip hop lo spinge a seguire le orme di Salmo, con band come gli Skasico e più tardi To Ed Gein e Three Pigs' Trip, prima dell'avvio della carriera solista con lo pseudonimo El Raton e il trasferimento a Milano. Dall'incontro con Salmo, Enigma e DJ Slait nasce dunque la Machete Crew, con lo scopo di supportare la musica prodotta dai giovani rapper sardi.
A marzo 2011 viene lanciato in rete il video del brano Multicultural, girato interamente a Londra, città in cui ha vissuto e lavorato per alcuni anni prima di tornare in Italia. In quello stesso anno raccoglie il materiale musicale creato nel tempo e lo seleziona nel mixtape Basura Muzik Vol. 1; esso si compone di sedici brani con collaborazioni di diversi artisti sardi e non. Nel 2014 esce Rattopsy, il suo primo EP, da cui ne verranno estratti i singoli Jerry il Sorcio e Paper Street. Il rapper si è sempre occupato principalmente dell'aspetto manageriale della Machete Empire Records, limitandosi a partecipare ai vari Machete Mixtape e facendo uscire di rado lavori in singolo.
Nel 2020 è stato impegnato in alcuni progetti benefici come Machete Aid su Twitch.tv a favore di coloro che lavorano nel settore musicale e stanno affrontando la crisi causata dalla pandemia di COVID-19 del 2019-2021. Il 9 giugno 2020 è stata annunciata la sua partecipazione come giudice alla quattordicesima edizione di X Factor capitanando il gruppo delle Under Donne vincendo l'edizione con Casadilego. Viene confermato anche per la successiva edizione, che riuscirà di nuovo a vincere con Baltimora.

## Procedimenti giudiziari
Nel 2020 viene denunciato per lesioni personali aggravate con l'accusa di aver aggredito tre giovani davanti ad una discoteca a Ortacesus assieme ad altri 11 amici fra cui il rapper Nitro.. È stato poi assolto da tutte le accuse nel 2023 perché estraneo ai fatti.

## Discografia

### Mixtape
- 2011 – Basura Muzik Vol. 1 (pubblicato come El Raton)

### EP
- 2014 – Rattopsy (pubblicato come El Raton)

### Singoli
Come El Raton
- 2011 – Multicultural
- 2013 – The Island (Salmo feat. El Raton & Enigma)
- 2014 – Paper Street (feat. DJ Slait)
- 2014 – Jerry il sorcio

Come Hell Raton
- 2017 – Buganda Rock
- 2017 – Hell Taxi

Come Manuelito
• 2024 – Viva El Coyote
• 2024 – Mate (Barrio la Boca)

### Apparizioni
- 2012 – AA.VV. – Machete Mixtape
- 2012 – DJ Slait – Bloody Vinyl Mixtape
- 2012 – AA.VV. – Machete Mixtape Vol II
- 2014 – AA.VV. – Machete Mixtape III
- 2015 – DJ Slait – BV2
- 2015 – AA.VV. – Machete Mixtape Gold Edition
- 2019 – AA.VV. – Machete Mixtape 4
- 2019 – Linea 77 – Server sirena
- 2020 – Dani Faiv – Scusate
- 2020 – Slait, Low Kidd, Tha Supreme e Young Miles – Bloody Vinyl 3
- 2024 – AA.VV. - MiBarrio Lucha Libre Vol.1